# Коксуський сільський округ (Абайський район)
Коксу́нський сільський округ (каз. Көксу ауылдық округі, рос. Коксуский сельский округ) — адміністративна одиниця у складі Абайського району Карагандинської області Казахстану. Адміністративний центр — село Коксу.
Населення — 2165 осіб (2021; 1899 у 2009, 2098 у 1999, 2564 у 1989).
Станом на 1989 рік існувала Коксуська сільська рада (села Джартас, Зелені Ключі, Коксу, Сєверне, Южне).

## Склад
До складу округу входять такі населені пункти:
| Населений пункт    | Населення, осіб (1989) | Населення, осіб (1999) | Населення, осіб (2009) | Населення, осіб (2021) |
| ------------------ | ---------------------- | ---------------------- | ---------------------- | ---------------------- |
| Жартас, село       | 431                    | 368                    | 357                    | 356                    |
| Зелені Ключі, село | 471                    | 184                    | 49                     | 42                     |
| Коксу, село        | 722                    | 639                    | 632                    | 704                    |
| Сєверне, село      | 379                    | 286                    | 254                    | 501                    |
| Южне, село         | 561                    | 621                    | 607                    | 562                    |